# Sclaters buizerd
Sclaters buizerd (Morphnarchus princeps) is een buizerdachtige roofvogel uit de familie havikachtigen (Accipitridae) uit het monotypische geslacht Morphnarchus. De vogel komt voor in Midden en tropisch Zuid-Amerika.
Sclaters buizerd wordt in het Nederlands genoemd naar Philip Sclater die de vogel in 1865 beschreef als Leucopternis princeps.

## Kenmerken

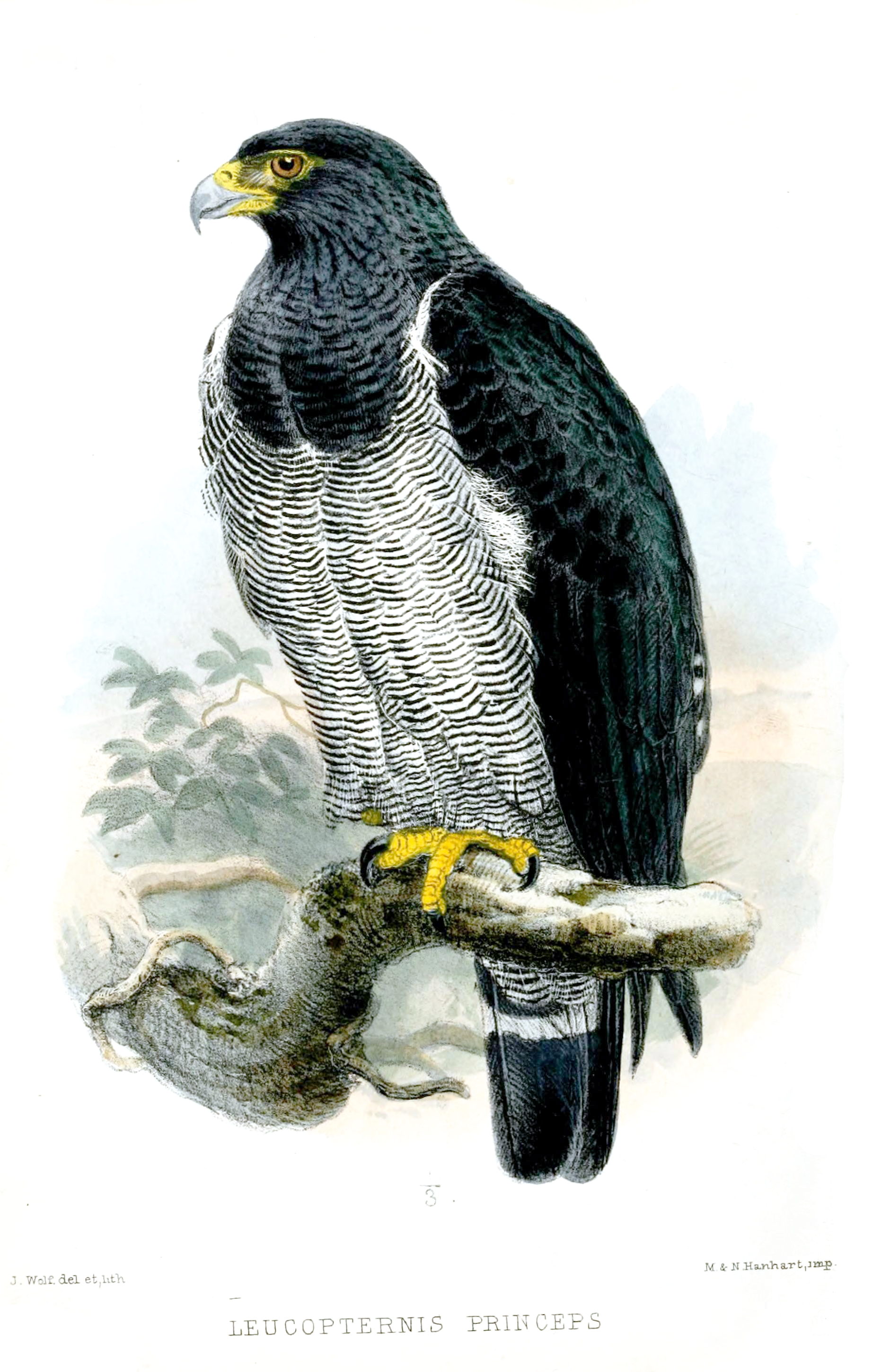
Sclaters buizerd, afbeelding gemaakt door Joseph Wolf.

Sclaters buizerd is 51 tot 67 cm lang en heeft een spanwijdte van 112 tot 124 cm. Deze roofvogel is van boven donkergrijs tot zwart gekleurd met donkere kop en borst en daaronder zwart-wit dwarsgestreept. Opvallend is de grote snavel. Het mannetje is kleiner dan het vrouwtje.

## Verspreiding en leefgebied
Deze buizerd is zeldzaam en komt voor in tropisch bos en montaan bos tussen de 300 en 2500 m boven de zeespiegel in de landen Costa Rica, Colombia, Ecuador, Panama en Peru.
Sclaters buizerd heeft een redelijk groot verspreidingsgebied en daardoor alleen al is de kans op de status  kwetsbaar (voor uitsterven) niet groot. De grootte van de populatie wordt geschat op 670 tot 6700 volwassen vogels. Het aantal gaat door ontbossingen achteruit. Echter, het tempo ligt onder de 30% in tien jaar (minder dan 3,5% per jaar). Om deze redenen staat Sclaters buizerd als niet bedreigd op de Rode Lijst van de IUCN.